# Go to Sleep
Go to Sleep is een nummer van de Nederlandse popgroep Krezip. Het nummer werd uitgebracht als eerste single van hun verzamelalbum Best of Krezip. Enkele weken na de uitgave van Go to Sleep maakte Krezip bekend dat ze uit elkaar zouden gaan, waardoor dit de laatste single leek te zijn. In 2009 bleek echter dat ook Sweet Goodbyes zou worden uitgebracht, als tweede single van het album.

## Achtergrondinformatie
Go to Sleep gaat over een stel dat steeds ruzie met elkaar heeft. De vrouwelijke helft wil dat de ruzies afgelopen zijn. Hij weet echter altijd iets te vinden om op te vitten. Zij wil echter niet uit elkaar gaan, ze wil samen met hem in één bed blijven slapen ("Hold me and go to sleep"). Volgens haar zal de tijd leren dat ze altijd bij elkaar blijven, ook al is dat dan met de ruzies die ze hebben.
In de kleurrijke videoclip bij het nummer zijn de silhouetten van de bandleden te zien tegen veelkleurige achtergronden. De inhoud van het nummer wordt verwoord door twee silhouetten van vogels die op de achtergrond te zien zijn. De vogels zijn het stel dat ruzie heeft, de slechte tijden worden verbeeld door regenwolken, waarbij papiersnippers de regendruppels vormen. Door het slechte weer kruipen de vogels steeds dichter naar elkaar toe. Wanneer de vogels het goed hebben gemaakt, is Jacqueline Govaert te zien in een regenboogkleurige jurk, tegen een achtergrond waar dezelfde kleuren te zien zijn. Aan het einde van de clip liggen de twee vogels knus in één bed te slapen.

## Hitnotering
| Go to Sleep in de Nederlandse Top 40 - binnen 15 november 2008 | Go to Sleep in de Nederlandse Top 40 - binnen 15 november 2008 | Go to Sleep in de Nederlandse Top 40 - binnen 15 november 2008 | Go to Sleep in de Nederlandse Top 40 - binnen 15 november 2008 | Go to Sleep in de Nederlandse Top 40 - binnen 15 november 2008 | Go to Sleep in de Nederlandse Top 40 - binnen 15 november 2008 | Go to Sleep in de Nederlandse Top 40 - binnen 15 november 2008 | Go to Sleep in de Nederlandse Top 40 - binnen 15 november 2008 | Go to Sleep in de Nederlandse Top 40 - binnen 15 november 2008 | Go to Sleep in de Nederlandse Top 40 - binnen 15 november 2008 | Go to Sleep in de Nederlandse Top 40 - binnen 15 november 2008 |
| Week                                                           | 1                                                              | 2                                                              | 3                                                              | 4                                                              | 5                                                              | 6                                                              | 7                                                              | 8                                                              | 9                                                              |                                                                |
| -------------------------------------------------------------- | -------------------------------------------------------------- | -------------------------------------------------------------- | -------------------------------------------------------------- | -------------------------------------------------------------- | -------------------------------------------------------------- | -------------------------------------------------------------- | -------------------------------------------------------------- | -------------------------------------------------------------- | -------------------------------------------------------------- | -------------------------------------------------------------- |
| Nummer                                                         | 35                                                             | 30                                                             | 28                                                             | 26                                                             | 24                                                             | 27                                                             | 30                                                             | 36                                                             | 40                                                             | uit                                                            |

## Tracklist
1. "Go to Sleep" - 03:59